# Adriano Jaime Miriam Veigle
Adriano Jaime Miriam Veigle  TOR (* 15. September 1912 in Lilly, Pennsylvania, USA; † 3. April 2001) war ein römisch-katholischer Geistlicher und Prälat von Borba. 

## Leben
Adriano Veigle trat der Ordensgemeinschaft der regulierten Tertiaren des hl. Franziskus (Tertius Ordo Regularis Sancti Francisci) bei und empfing am 22. Mai 1937 die Priesterweihe.
Papst Paul VI. ernannte ihn am 18. Juni 1964 zum ersten Prälaten der im Vorjahr errichteten Territorialprälatur Borba im brasilianischen Bundesstaat Amazonas. Er nahm an der dritten und vierten Sitzungsperiode des Zweiten Vatikanischen Konzils als Konzilsvater teil.
Am 23. März 1966 wurde er zum Titularbischof von Gigthi ernannt. Er empfing am 9. Juni desselben Jahres die Bischofsweihe durch den Bischof von Harrisburg, George Leo Leech; Mitkonsekratoren waren der Bischof von Greensburg, William Graham Connare, und Vincent Martin Leonard, Weihbischof in Pittsburgh.
Wegen der geänderten Vergabepraxis des Heiligen Stuhls verzichtete er am 26. Mai 1978 auf den Titularsitz. Seinem altersbedingten Rücktritt als Prälat von Borba gab Papst Johannes Paul II. am 6. Juli 1988 statt.